# ویلانی
ویلانی (به لاتین: Viļāni)  در لتونی با جمعیت ۳٬۷۶۴ نفر است که در rēzekne district واقع شده‌است.